# Heidi Schmid
Adelheid „Heidi“ Schmid, nach Heirat Adelheid Grundmann-Schmid, (* 5. Dezember 1938 in Klagenfurt) ist eine ehemalige deutsche Fechterin. Sie war in den 1960er Jahren eine Meisterin im Florettfechten und gewann bei den Olympischen Spielen 1960 in Rom die Goldmedaille in ihrer Sportart. Für diesen Erfolg wurde sie am 9. Dezember 1960 mit dem Silbernen Lorbeerblatt ausgezeichnet.

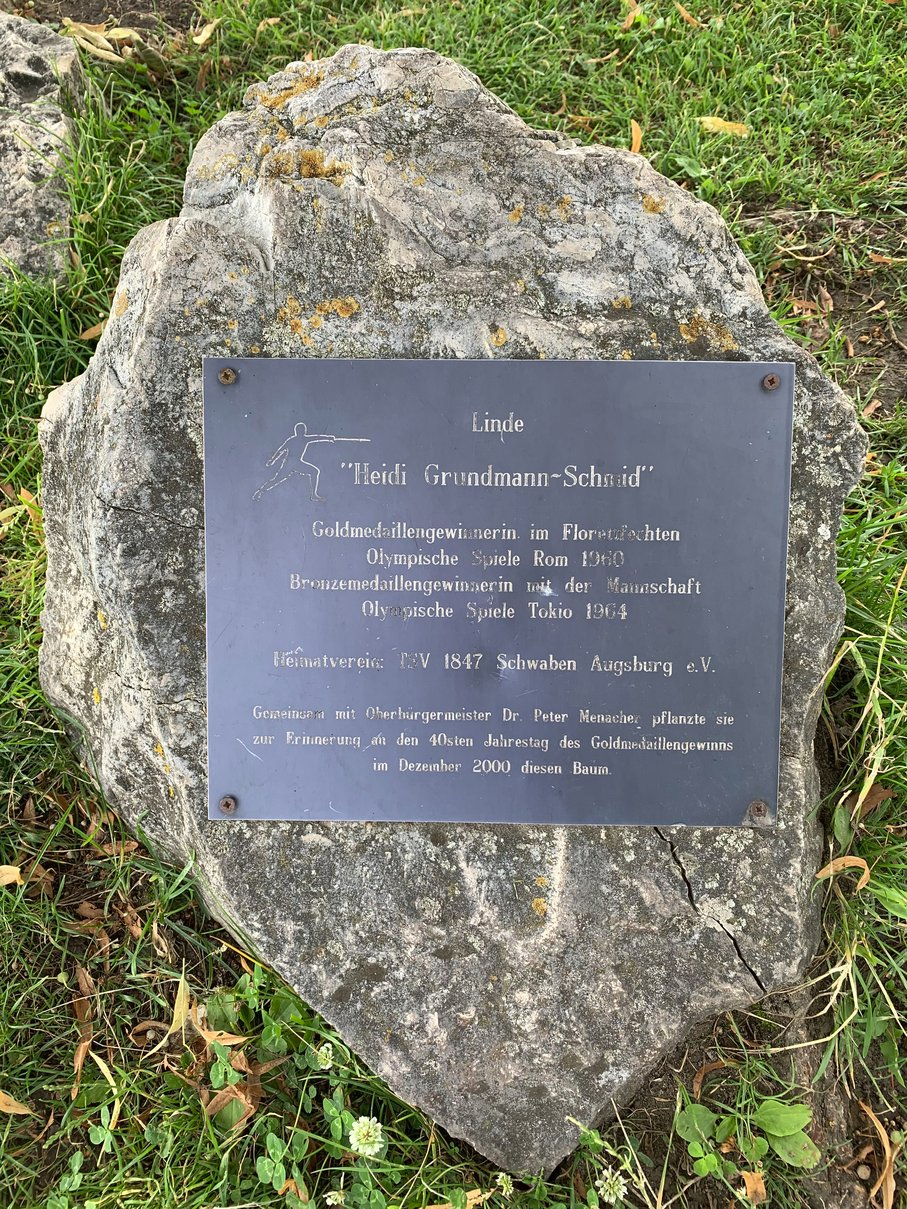
Gedenkstein beim TSV 1847 Schwaben Augsburg

## Leben
Mit 13 Jahren entdeckte Heidi Schmid ihre Liebe zum Fechtsport. Schon ein Jahr später kämpfte sie bei der deutschen Jugendmeisterschaft mit und wurde im ersten Anlauf Dritte. In den Jahren 1957, 1959 und von 1964 bis 1968 war sie deutsche Meisterin im Florett-Einzelwettbewerb der Damen.
Am 1. September 1960 gewann die damalige Studentin im Palazzo dei Congressi nach dem Gefecht mit der Rumänin Maria Vicol, das Heidi Schmid mit 4:3 für sich entschied, olympisches Gold. Zum feierlichen Empfang bei ihrer Rückkehr nach Augsburg kamen 23.000 Menschen ins Augsburger Rosenaustadion.
Vier Jahre später, bei den Olympischen Spielen in Tokio, stand die Sportlerin erneut auf dem Siegerpodest. Als Mitglied der deutschen Damenflorett-Equipe (in der Besetzung Gudrun Theuerkauff, Heidi Schmid, Rosemarie Scherberger und Helga Mees), die sich auf den dritten Platz vorgekämpft hatte, erhielt sie eine Bronzemedaille. Bei den Olympischen Spielen 1968 in Mexiko-Stadt belegte sie mit der Mannschaft den fünften Platz.
1961 war Heidi Schmid sowohl Weltmeisterin wie Studentenweltmeisterin im Florettfechten. Im selben Jahr wurde sie in der Bundesrepublik Deutschland zur Sportlerin des Jahres gekürt. Zu ihren sportlichen Erfolgen zählen außerdem eine Vize-Weltmeisterschaft im Einzel 1957 und zwei Vize-Weltmeisterschaften mit der Mannschaft.
Nach ihrer sportlichen Karriere wurde Heidi Schmid Musikpädagogin und heiratete ihren Lehrerkollegen Hans Grundmann.
Ihr Heimatverein, der TSV 1847 Schwaben Augsburg, hat ihr 1995 die Ehrenmitgliedschaft verliehen.